# Jaïntempel van Antwerpen
De jaïntempel van Antwerpen, officieel Shankheshvar Parshvanath Mandir, is een tempelcomplex in België gewijd aan het shvetambar jaïnisme, gelegen in het Antwerpse district Wilrijk. De bouw van de tempel werd in 1996 in India aangevat. In 2010 werd het complex geopend.

## Naamgeving
De officiële naam van de tempel is Shankheshvar Parshvanath Mandir. Shankheshvar is een Indiaas bedevaartsoord voor jaïns, gelegen in het district Patan in Gujarat. Parshvanatha is de 23ste Tirthankara, een opperste spirituele leraar waaraan deze tempel is gewijd. Mandir betekent tempel.

## Geschiedenis

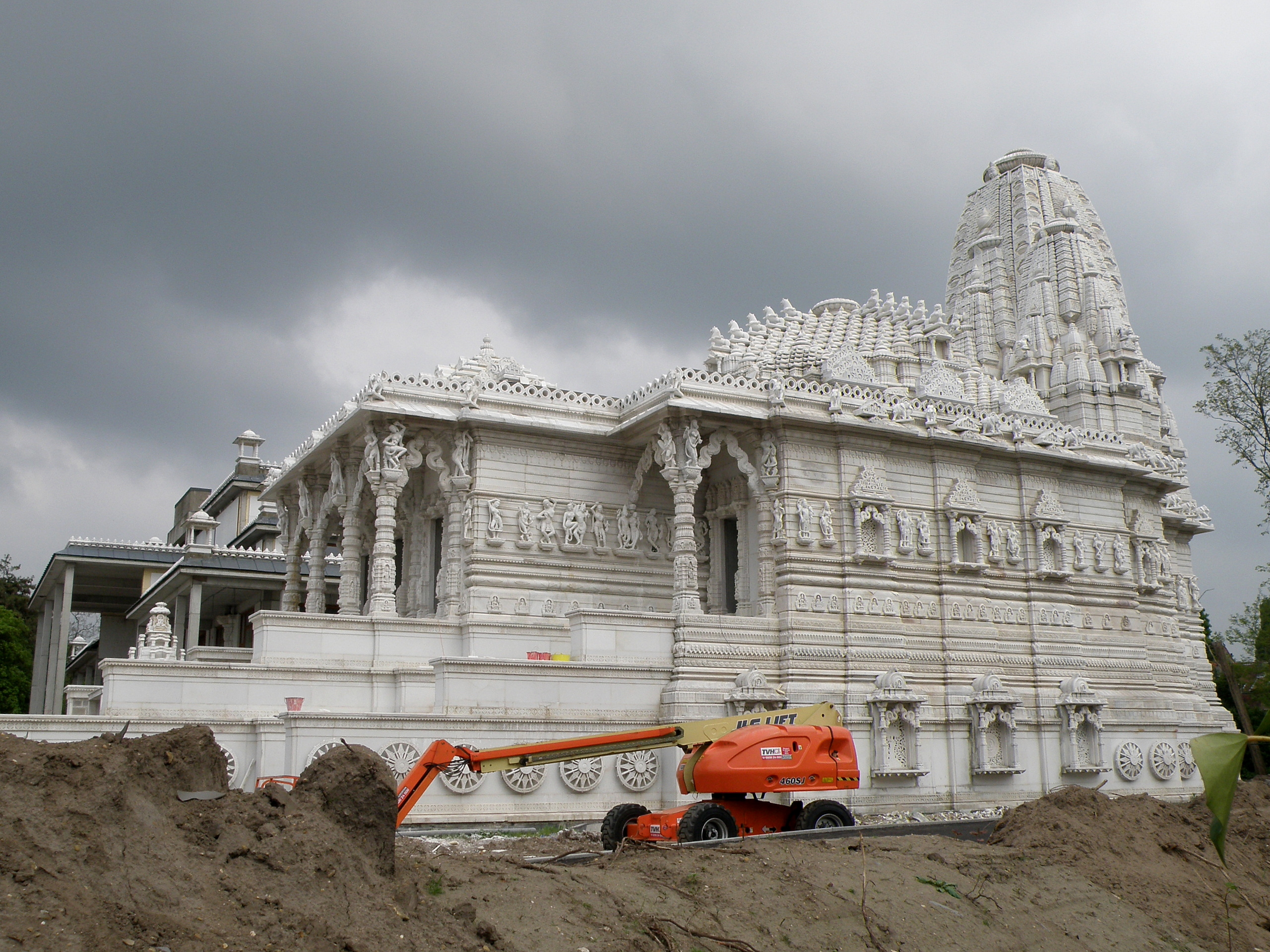
De tempel tijdens de laatste fase van de bouwwerken in mei 2010.

Na de opening van het eerste westerse jaïn centrum in Leicester, begonnen jaïns uit België, India en de rest van de wereld in de jaren 1990 geld in te zamelen voor de bouw van de eerste jaïntempel op het Europese vasteland. Diamantair Vijay Shah, de grootste geldschieter, wist zijn geloofsgenoten te overtuigen om de tempel in Antwerpen te bouwen, waar Shah zelf resideert.
In april 1992 werd een terrein van 30.000 vierkante meter aangekocht voor 48 miljoen frank van de Compagnie Maritime Belge. Deze rederij gebruikte het terrein als sportveld, en de voetbalploeg KSC Maccabi speelde er haar thuiswedstrijden. Ook de jaïns gebruikten het terrein aanvankelijk voor sportactiviteiten, zoals tennis en cricket. De keuze van de jaïns viel op dit terrein in het district Wilrijk, omdat veel Antwerpse jaïnfamilies hier een villa hebben. Antwerps gouverneur Andries Kinsbergen gaf de jaïns de toestemming om op het terrein een gebedshuis te bouwen. De vergunningsaanvragen, waarvan de eerste in 1994 werd ingediend, leidden tot tientallen bezwaarschriften van buurtbewoners. De vierde en definitieve aanvraag in 2000 werd goedgekeurd. 4.000 vierkante meter van het terrein werd gebruikt om een tempel en cultureel centrum op te bouwen, verder maakten ook een parking en cricketvelden deel uit van de plannen.
De vereniging genaamd Jain Cultural Center Antwerp, afgekort J.C.C.A., werd in 1992 opgericht. De leden van deze vereniging waren twaalf mannen, onder leiding van Shah. Ze vormden het tempelcomité, verantwoordelijk voor de organisatie van de bouw van de tempel. De uiteindelijke kostprijs van het project werd geraamd tussen 15 en 25 miljoen euro, en werd volledig door de jaïngemeenschap betaald. Vooral de giften van de diamantairs droegen de kosten.
Drie architectenbureaus uit België, Italië en India, waaronder Studio Mastrella, tekenden de plannen voor de tempel. Deze werd via een gaanderij verbonden met het cultureel centrum. Architecten Yves Donck en Leopoldo Mastrella tekenden voor het cultureel centrum aanvankelijk een modern, achtvormig concept uit. Samen kenden de gebouwen een oppervlakte van ruim 2.000 vierkante meter. De werken hieraan waren al volop bezig wanneer Shah met andere plannen op de proppen kwam. Hij zag in Dharampur een cultureel centrum in oude Indiase stijl: Shrimad Rajchandra Ashram, een rechthoekig gebouw met overdekte galerij. Zo één moest hij ook hebben, dus werden de plannen hertekend.

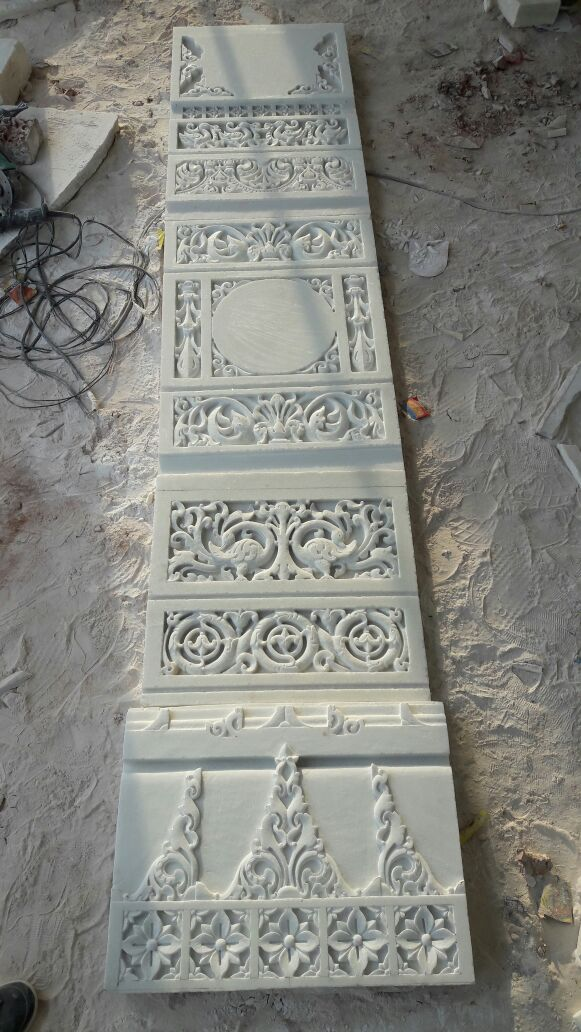
Marmer afkomstig uit Makrana, waarmee zowel de Antwerpse jaïntempel als de Taj Mahal wordt opgebouwd.

De marmerblokken werden gebeeldhouwd in Ahmedabad, de hoofdstad van Gujarat. Het marmer was afkomstig van Makrana, en van het type waarmee ook de Taj Mahal werd gebouwd. In Ahmedabad werkten tot aan een zware aardbeving in 2001 zo’n tweehonderd Indiërs aan de tempel. Het beeldhouwwerk waarmee de marmerblokken werd versierd, was bijna volledig met de computer ontworpen. Terwijl de blokken op een platform ronddraaiden, werden ze geciseleerd door een computergestuurde boor. Sommige stukken werden met de hand bewerkt door traditionele ivoorsnijders. De blokken werden met schepen naar de Antwerpse haven vervoerd, waar in 2001 het eerste schip aankwam.
De symbolische eerste steenlegging vond plaats op 19 april 1996. Dit gebeurde bij een door priesters vastgestelde maanstand. Een koker met edelstenen, geld en rituele objecten werd tijdens de ceremonie in de grond begraven. Shah, die naar oud gebruik gekroond werd omdat hij de grootste gift deed, leidde de plechtigheid. De tempel werd gebouwd volgens de Shilpa Shastras, die onder meer de juiste afmetingen en astrologische richtlijnen van de tempel vastlegden. Zo was het gebruik van ijzer verboden, waardoor koper in de plaats werd gebruikt.
De añjan śalākā vond plaats in 2007 nabij Vijapur. In augustus 2008 werden zes religieuze beeldhouwwerken met een stoet doorheen Wilrijk naar de tempel gebracht. Hier was naast de definitieve tempel een kleinere, tijdelijke tempel opgericht waarin de beelden gestockeerd werden. Vlak voor de opening van de tempel, in april 2010, vond een brand plaats in de tijdelijke tempel. De meeste beelden werden gered. In augustus 2010 werden de laatste beelden van Tirthankara's, opnieuw met een stoet, naar de tempel gevoerd. Er volgde een meerdaags feest, waar ruim duizend gasten op aanwezig waren. De inwijding van de tempel, de pratiṣṭhā, vond plaats op 27 augustus. Deze dag wordt jaarlijks herdacht met de dhvajārohaṇa, waarbij een vlag wordt gehesen. Tijdens de openingsceremonie van de tempel droegen de jaïns deze op aan het Belgische volk, verklarend dat de gebedsplaats "de glorie van België" versterkt en bedoeld was als een "retourgeschenk aan het land".
Voor de opening van de tempel vonden huwelijken van Antwerpse jaïns plaats in grote zalen in de omgeving, zoals de Nekkerhal in Mechelen.

## Belang

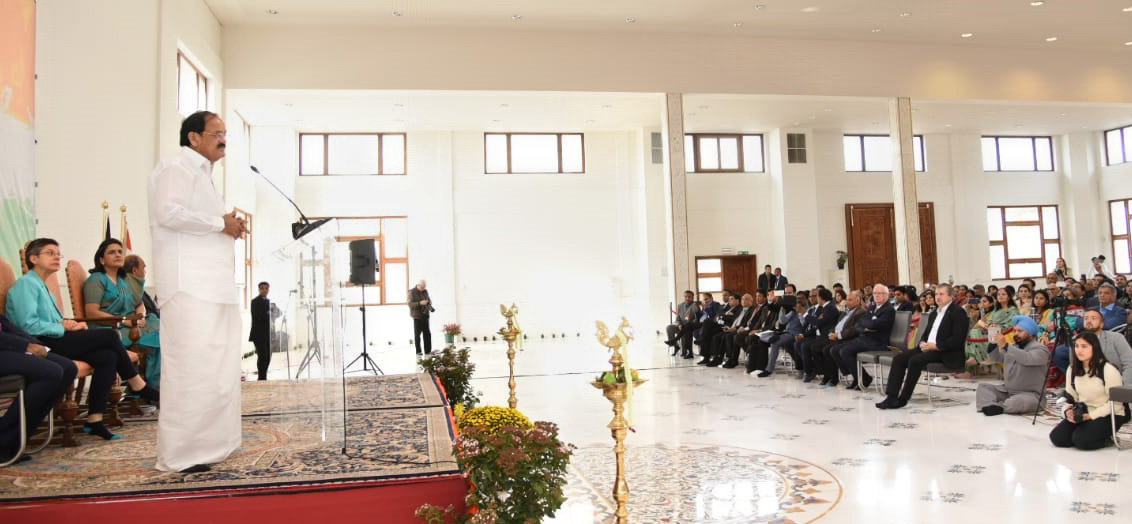
De toenmalige vice-president van India, Venkaiah Naidu, gaf in 2018 een speech in het cultureel centrum.

Dagelijks komen er tot tweehonderd mensen bidden en mediteren in de tempel. Wekelijks worden er begeleide rondleidingen georganiseerd. Tussen 2010 en 2013 bezochten zo'n 10.000 toeristen de tempel. Jaarlijks worden er pelgrimstochten naar de tempel georganiseerd vanuit het Verenigd Koninkrijk.
Bij de opening in 2010 is het de grootste jaïntempel van Europa. Het is bovendien de eerste op het Europese vasteland. De tempel wordt meermaals bezocht door vooraanstaande personen. Zo bezocht in 2012 de Indiase goeroe Sri Sri Ravi Shankar de tempel. In 2018 bezocht de vicepresident van India, Venkaiah Naidu, samen met de Antwerpse gouverneur Cathy Berx, de tempel. De tempel werd onder meer belicht door toonaangevende nieuwskanalen als Al Jazeera. Stijn Ledegen van het SOAR Project van de Europese Commissie noemde de beveiliging van de jaïntempel een voorbeeld voor andere gebedshuizen. In 2023 werd de tempel opgenomen in de Canon van Vlaanderen, in het hoofdstuk De wereld in Vlaanderen.

## Architectuur & interieur

### Tempel

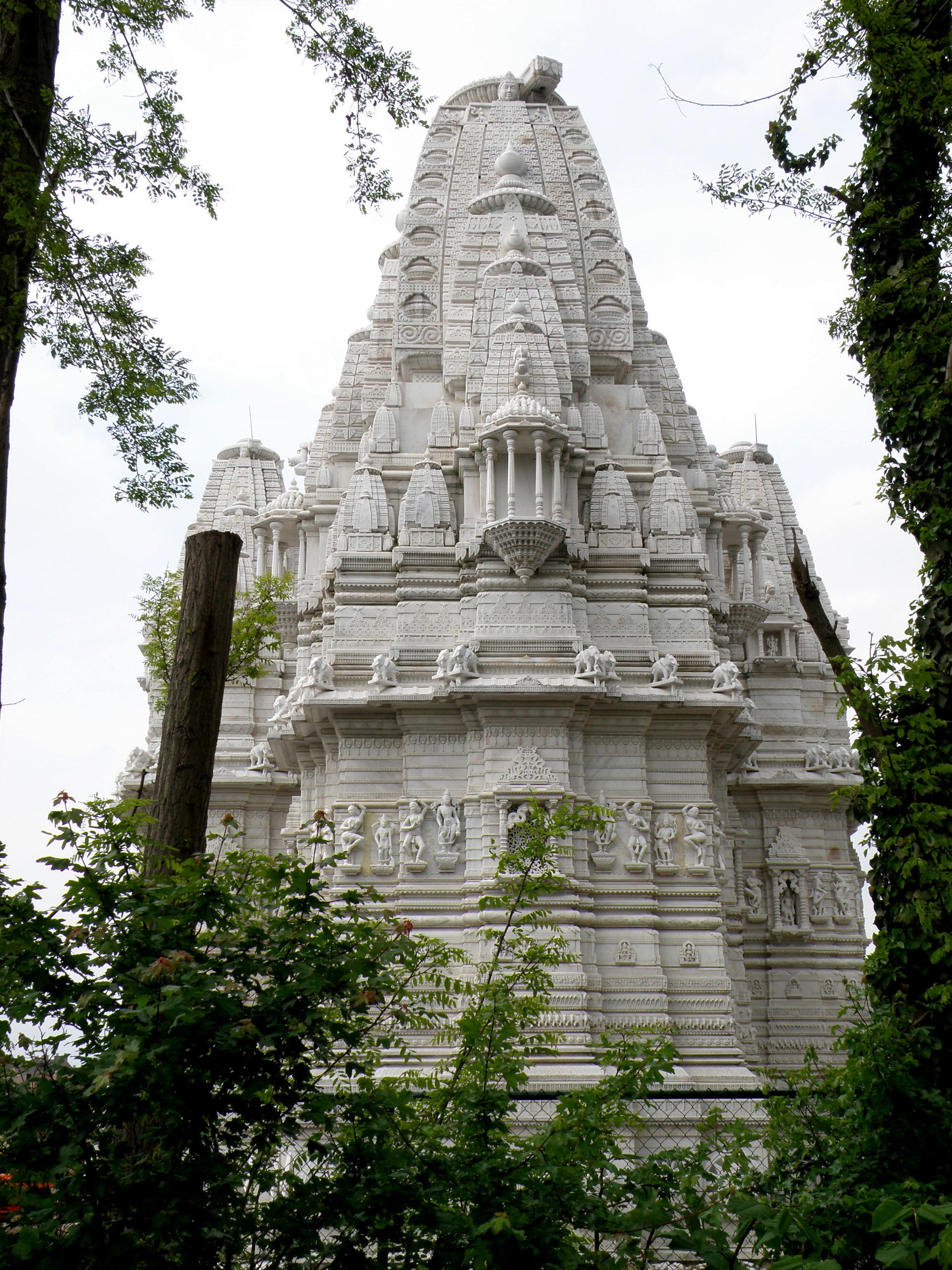
De centrale śikhara toren.

Het is waarschijnlijk de grootste tempel in de Māru-Gurjara-stijl buiten India. Het bouwwerk is geïnspireerd op Noord-Indiase tempels uit de tiende tot de vijftiende eeuw. De wit marmeren Śvetāmbara-structuur gewijd aan Parshvanatha staat op een verhoogd terras aan de inkom. Hiernaast staan twee olifanten met afgeknipte slagtanden, als teken van vrede. De tempel heeft een centrale en twee laterale śikhara torens, muren met nissen en figurale voorstellingen, en portieken met gebeeldhouwde pilaren en vliegende bogen. De centrale toren is 25 meter hoog en uit één stuk gehouwen.
De zuilen in de tempel zijn elk uit één stuk marmer gehouwen, en worden verbonden via guirlandes. Het ronde plafond is een koepel van concentrische cirkels, bezet met lotusbloemen. In het midden bevindt zich een lotusknop die drie ton weegt. De zestien Vidyadevi staan rondom afgebeeld. Een aantal nissen in de tempel zijn voorbehouden voor Tirthankara's, met centraal Parshvanatha. De Tirthankara's zijn verdeeld over drie plaatsen, de garbha griha. In het hoofdaltaar in het midden staat een beeld van Parshvanatha, van zo'n 130 centimeter hoog. Daarnaast staat langs de ene kant het beeld van Rishabha, de eerste Tirthankara, en langs de andere kant dat van Mahavira, de 24ste Tirthankara. Deze zijn beide 79 centimeter hoog, en alle tonen ze een Tirthankara in zittende houding en met geopende ogen. Op het plafond in de inkomhal zijn onder andere vier Yakshini te zien, en in een voorportaal Padmavati.
Het dagelijkse onderhoud van de tempel wordt uitgevoerd door zogenaamde pujārīs, vaak uit Nepal afkomstige hindoes. Ook bezoeken samaṇīs, vrouwelijke half-nonnen, regelmatig de tempel.

### Cultureel centrum

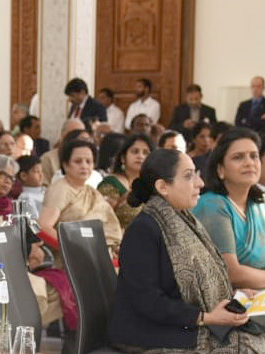
Een van de teak deuren, met daarin reliëf aangebracht, tijdens een evenement in het cultureel centrum.

Het naast de tempel gelegen culturele centrum werd gebouwd naar het voorbeeld van de Shrimad Rajchandra Ashram, en biedt plaats aan ongeveer 1500 mensen. Het gebouw telt twee verdiepingen, met op het gelijkvloers onder andere een bibliotheek en eetzaal, en op de eerste verdieping een meditatieruimte, waar onder andere Paryushana wordt gevierd. De vloer van deze ruimte bestaat volledig uit marmer, en werd versierd volgens de pietra dura-techniek. Stukjes gekleurd marmer, halfedelsteen en parelmoer tonen florale figuren. Indiase arbeiders werden speciaal overgevlogen om deze vloer aan te leggen. Nog kenmerkend aan de meditatieruimte zijn de negen dubbele houten deuren in teak. Op de voor- en achterkant van elke deur zijn reliëfs aangebracht die scènes uit de levens van de Tirthankara's tonen. Naast het complex is een van de twee Antwerpse cricketvelden gelegen.

### Btw

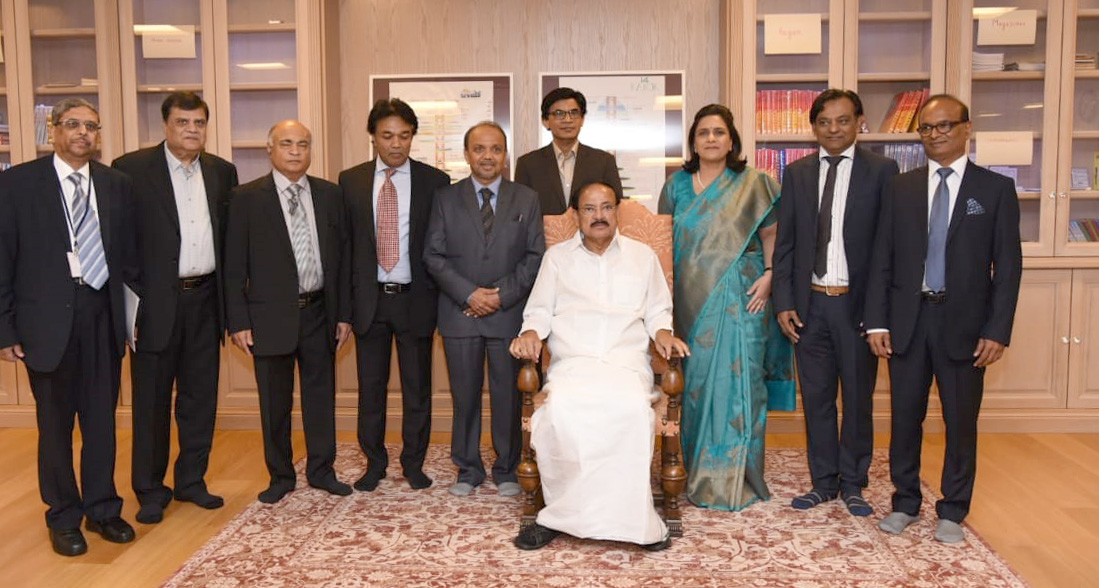
Enkele leden van Jain Cultural Center Antwerp, met vooraan de toenmalige Indiase vice-president.

## Verwijzingen

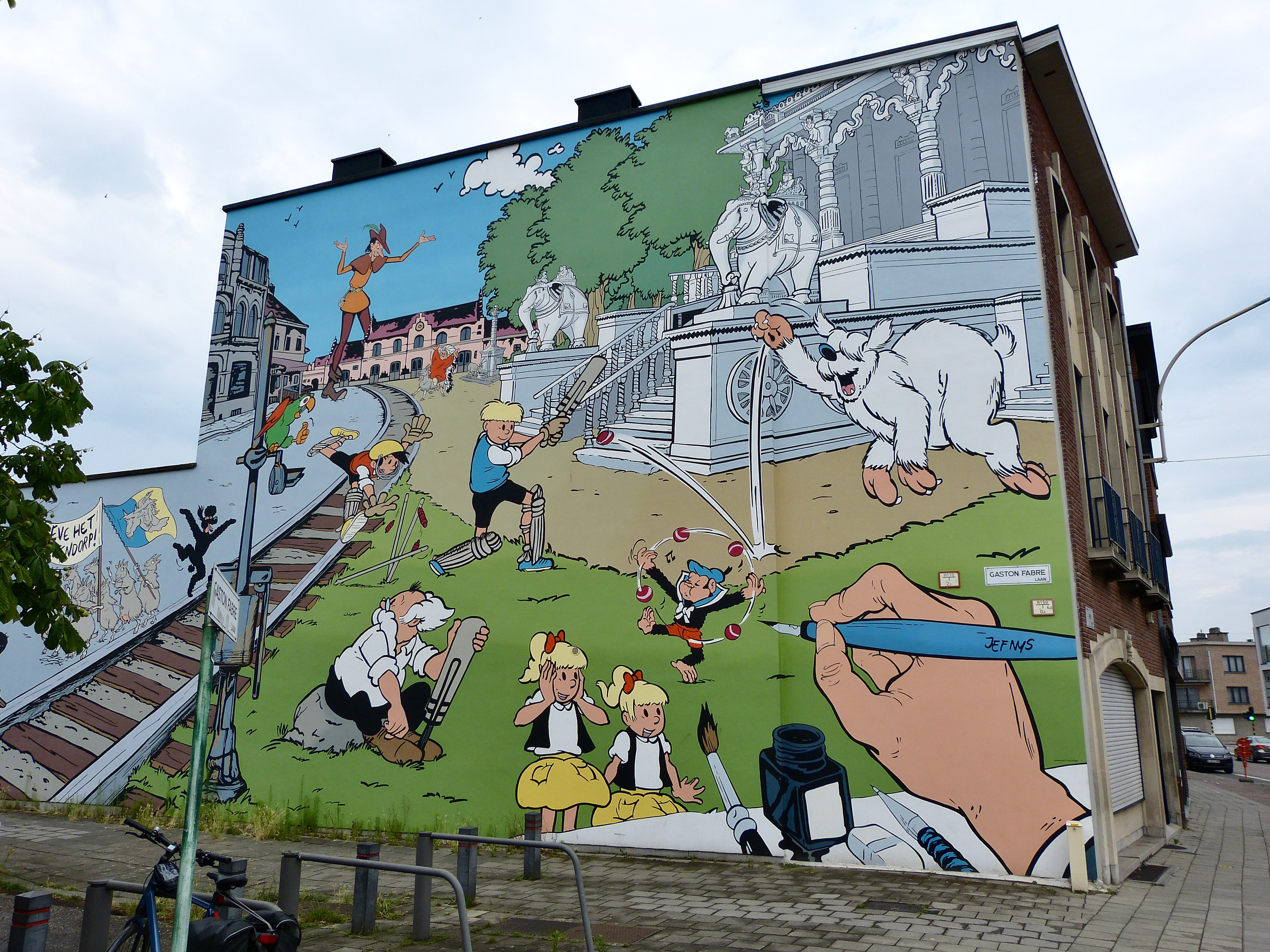
De stripmuur van Jommeke in het Antwerpse district Wilrijk, waarop onder andere de tempel en cricket te zien is.